# André Tchaikowsky
André Tchaikowsky (auch Andrzej Czajkowski oder André Tchaikovsky; * 1. November 1935 in Warschau als Robert Andrzej Krauthammer; † 26. Juni 1982 in Oxford) war ein polnischer Komponist und Pianist.

## Leben
Robert Andrzej Krauthammer zeigte schon als Kind großes musikalisches Talent; seine Mutter lehrte ihn mit vier Jahren das Klavierspielen. Die jüdische Familie wurde 1940 von der nationalsozialistischen deutschen Besatzungsmacht ins Warschauer Ghetto deportiert. 1942 wurde der Sechsjährige mit Hilfe falscher Papiere unter dem Namen Andrzej Czajkowski aus dem Ghetto geschmuggelt. Diesen Namen behielt er bis zu seinem Lebensende bei, wenn er auch als Schreibweise später André Tchaikowsky wählte. Tchaikowsky lebte fortan versteckt mit seiner Großmutter Celina, bis die beiden 1944 beim Warschauer Aufstand verhaftet wurden und – als nichtjüdische polnische Bürger – in das Durchgangslager Pruszków verschleppt wurden. Aus diesem wurden sie 1945 befreit. Tchaikowskys Vater Karl Krauthammer überlebte den Holocaust ebenfalls. Seine Mutter Felicja Krauthammer (geb. Rappaport) wurde 1942 aus dem Warschauer Ghetto in das Vernichtungslager Treblinka deportiert und dort ermordet.
Tchaikowsky nahm 1945 in Łódź im Alter von neun Jahren den Klavierunterricht wieder auf. Seine Lehrerin war Emma Altberg, eine Schülerin von Wanda Landowska. Von Łódź ging er nach Paris, wo er von Lazare Lévy unterrichtet wurde. In dieser Zeit brach er nach einem Streit für lange Zeit den Kontakt mit seinem Vater ab.
Nach seiner Rückkehr nach Polen 1950 studierte er an der Staatlichen Musikakademie in Sopot bei Olga Iliwicka-Dąbrowska und später an der Staatlichen Musikakademie Warschau bei Stanisław Szpinalski. Schon während seines Studiums begann er seine Konzertkarriere, spielte u. a. Bachs Goldberg-Variationen und Rachmaninows Klavierkonzert Nr. 2 und überraschte sein Publikum mit Improvisationen über spontan vorgegebene Themen. Ab 1951 studierte er Komposition bei Kazimierz Sikorski.
Nachdem Tchaikowsky 1955 beim fünften Internationalen Chopin-Wettbewerb den 8. Preis gewonnen hatte, ging er nach Brüssel, um bei dem international erfolgreichen polnischen Pianisten Stefan Askenase zu studieren. 1956 gewann er dort den 3. Preis beim Concours Musical Reine Elisabeth.
1957 führte Tchaikowsky in Paris in einer Konzertreihe sämtliche Klavierwerke von Maurice Ravel auf. In dieser Zeit ließ er sich von Nadia Boulanger in Fontainebleau in kompositorischen Fragen beraten und pflegte auch Kontakte mit dem Pianisten Arthur Rubinstein.
Trotz seines Erfolgs als Pianist war Tchaikowskys größte Leidenschaft das Komponieren. Er schrieb ein Klavierkonzert, ein Streichquartett, ein Klaviertrio, eine Vertonung von sieben Shakespeare-Sonetten für Gesang und Klavier und mehrere Solowerke für Klavier. Er begann mit der Arbeit an einer Oper, einer Vertonung von Shakespeares Der Kaufmann von Venedig. Mehrere eigene Aufnahmen seiner Werke erschienen bei EMI. Für RCA Red Seal und Columbia Masterworks nahm er Klavierwerke von Bach (Goldberg-Variationen), Haydn (zwei Sonaten, Variationen f-moll), Mozart (Konzert C-Dur, zwei Sonaten und einige andere Klavierwerke), Schubert (Walzer, Ländler, Deutsche Tänze) Chopin (15 Mazurken) und Fauré (Klavierquartett c-moll) auf.
1982 starb er in Oxford an den Folgen einer Darmkrebserkrankung.

## Tchaikowskys Schädel
André Tchaikowsky vermachte seinen Leichnam als Körperspende der medizinischen Forschung; seinen Schädel spendete er hingegen der Royal Shakespeare Company mit der Bitte, ihn als Bühnenrequisit zu nutzen. Er hoffte, dass sein Schädel als Yoricks Schädel in Hamlet Verwendung finden möge. Der Schädel wurde lange nur gelegentlich in Proben benutzt, da Schauspieler und Regisseure sich mit der Idee nicht anfreunden konnten. 2008 wurde Tchaikowskys Schädel dann allerdings in einer Reihe von Vorstellungen im Courtyard Theatre in Stratford-upon-Avon vom Darsteller des Hamlet, David Tennant, verwendet.  Als das durch Presseberichte bekannt wurde, erklärte die RSC, den Schädel in der Produktion, die inzwischen ins West End umgezogen war, aus Rücksicht auf das Publikum nicht mehr auf die Bühne zu bringen. Er wurde allerdings entgegen dieser Ankündigung weiter verwendet und war auch in der folgenden Fernsehadaption auf BBC Two zu sehen. Regisseur Gregory Doran sagte, dass Tchaikowskys Schädel ein sehr wichtiger Teil seiner Hamlet-Produktion sei und er dem Ensemble trotz allem Medienrummel viel bedeutete.

## Werke
- Sonate für Klarinette und Klavier, op. 1 (1959)
- Inventionen für Klavier, op. 2 (1961–1962)
- Streichquartett Nr. 1 A-Dur, op. 3 (1969–1970)
- Klavierkonzert Nr. 2, op. 4 (1966–1971)
- Streichquartett Nr. 2 C-Dur, op. 5 (1973–1975)
- The Merchant of Venice (Der Kaufmann von Venedig), Oper nach Shakespeare (1968–1982), Uraufführung bei den Bregenzer Festspielen, 18. Juli 2013[9]